# Marek Urban
Marek Urban, właśc. Augustyn Marek Urban (ur. 31 grudnia 1912 w Bychawie, zm. 5 grudnia 2003) – profesor nauk ekonomicznych, profesor zwyczajny Akademii Rolniczej we Wrocławiu, specjalista w zakresie ekonomiki i organizacji rolnictwa, urządzania obszarów wiejskich i urządzeń rolnych.

## Życiorys
W 1939 ukończył studia w Szkole Głównej Gospodarstwa Wiejskiego w Warszawie. W 1951 został wykładowcą Wyższej Szkoły Rolniczej we Wrocławiu. W 1960 uzyskał stopień naukowy doktora nauk rolniczych i leśnych na Wydziale Rolniczym Wyższej Szkoły Rolniczej w Krakowie na podstawie rozprawy Podstawy poradnictwa rolniczego. Stopień doktora habilitowanego nauk rolniczych otrzymał w 1962 na Wydziale Rolniczym WSR we Wrocławiu na podstawie dorobku naukowego oraz rozprawy Metoda modelowania i jej zastosowanie do porównywania gospodarstw dla celów poradnictwa rolniczego. Tytuł naukowy profesora nadzwyczajnego nauk ekonomicznych został mu nadany w 1967, profesora zwyczajnego w 1975.
Był członkiem Komitetu Ekonomiki Rolnictwa Polskiej Akademii Nauk.
W 1981 został doktorem honoris causa Uniwersytetu Rolniczego w Debreczynie, w 1988 doktorem honoris causa Akademii Rolniczo-Technicznej w Olsztynie

## Wybrane publikacje
- Ocena wpływu herbicydów na plon, jakość ziarna i słodów odmian jęczmienia jarego i ozimego (2007)
- Polska... Polska... (1998)
- Zarys ekonomiki ochrony środowiska (1992)
- Kompendium polityki agrarnej (1992)
- Planowanie przestrzenne i urządzenia rolne a ochrona środowiska naturalnego (1990)
- Ekonomika i organizacja gospodarstw rolnych (1984)
- Geodezyjne urządzanie terenów rolnych (współautor: Andrzej Hopfer, 1984)
- Podstawy kompleksowego urządzania obszarów wiejskich: sprawozdanie merytoryczne z II etapu badań. Z. 4, Opracowanie podstaw urządzania terenów wiejskich w systemie planowania przestrzennego (współredaktor: Andrzej Hopfer, 1979)
- Ekonomika i organizacja gospodarstw rolnych (1970, 1981)
- Zarys ekonomiki i organizacji gospodarstw rolnych: [skrypt dla studentów wyższych szkół rolniczych] (1973, 1978)
- Geodezyjne urządzenia terenów rolnych (współautor: Andrzej Hopfer, 1975, 1977)
- Optymalne planowanie produkcji w gospodarstwie rolnym (współautorka: Maria Paszkiewicz, 1976, 1977)
- Zastosowanie metod planowania programu w rolnictwie (1971)
- Rolnictwo w liczbach (1967)
- Metoda planowania rozwoju rolnictwa w gromadzie: informator (1966)
- Zadania WSR na tle współczesnych potrzeb rolnictwa (współautorzy: Stanisław Kowalski, Bolesław Świętochowski, 1961)
- Podstawy i metody poradnictwa rolniczego (1961)
- Formy i metody pozaszkolnej oświaty rolniczej (współautor: Bernard Stepowicz, 1961)
- Krótki zarys ogólnych zasad ekonomiki rolnictwa (1958)[3]